# 安瓦尔·阿比布拉
安瓦尔·阿比布拉（維吾爾語：انۋار ھەبىبۇللا‎，拉丁维文：Anwar Hebibulla；1964年9月—），维吾尔族，中华人民共和国外交官，曾任中华人民共和国驻巴林王国特命全权大使。

## 生平
1987年，安瓦尔毕业于上海外国语大学阿拉伯语专业。同年，进入中华人民共和国外交部工作。先后在外交部西亚北非司、驻阿拉伯也门大使馆（后改为驻也门大使馆）、驻沙特阿拉伯大使馆、驻吉达总领事馆任职。2005年，任驻吉达总领事馆副总领事。2009年，任外交部西亚北非司副司级干部。2013年9月，出任中华人民共和国驻吉达总领事。2018年4月，出任中华人民共和国驻巴林王国特命全权大使。2022年12月，自驻巴林大使离任。

## 家庭
已婚，有一子。